# David Costas
David Costas Cordal est un footballeur espagnol né le 26 mars 1995 à Vigo, en Espagne. Il évolue au poste de défenseur central au Real Oviedo.

## Biographie
En août 2017, David Costas est prêté au FC Barcelone B avec une option d'achat de 10 M€. Il débute en équipe première le 29 novembre 2017 lors du match de Coupe d'Espagne face au Real Murcie (victoire 5 à 0).